# Пласуэлас

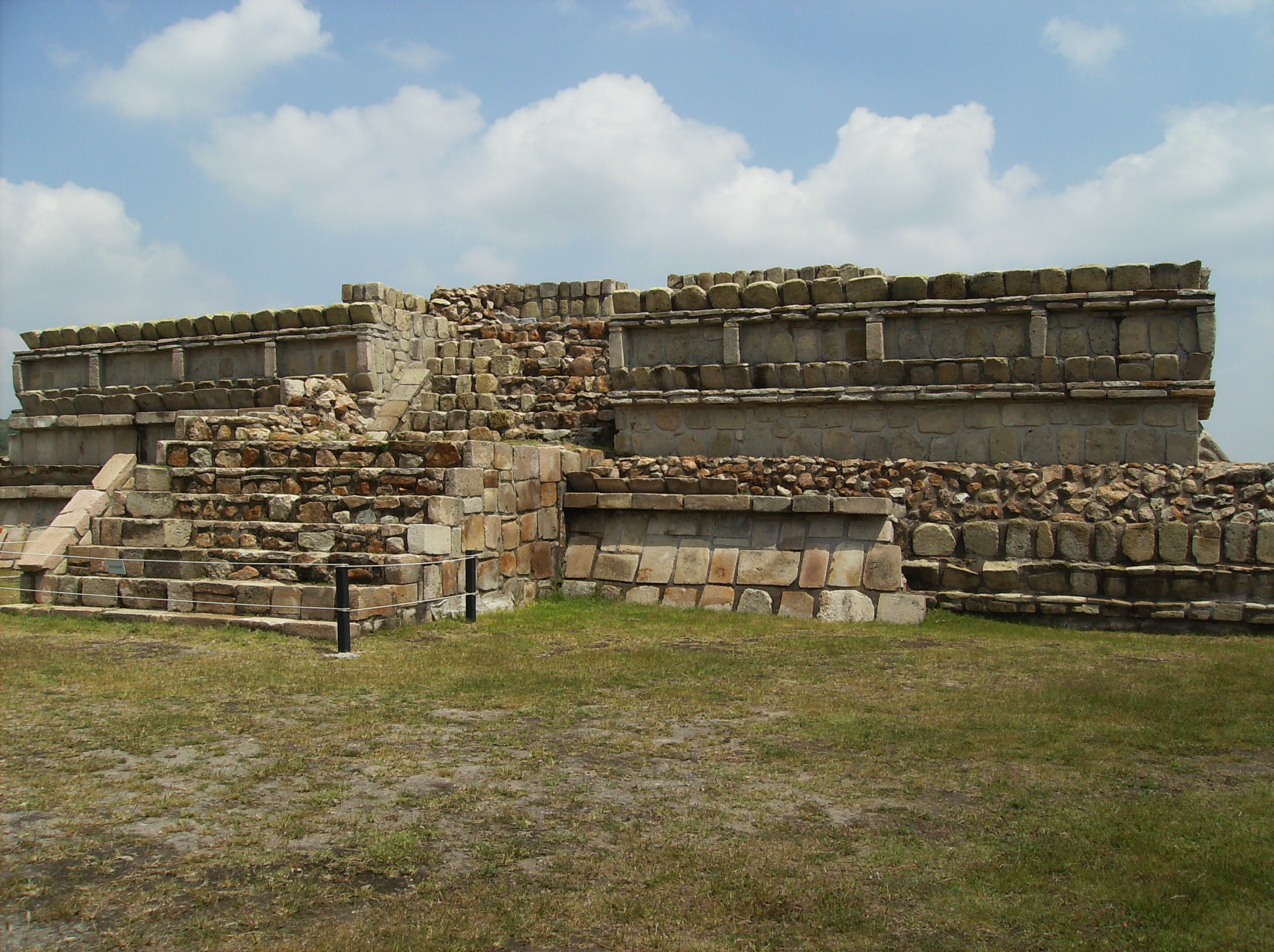
Пирамида в Пласуэлас

Археологическая зона Пласуэлас (исп. Zona Archeologica de Plazuelas) — доколумбово городище в мексиканском штате Гуанахуато. Находится в 10 км к западу от города Пенхамо. Доступ к памятнику открыт для туристов.
В центре городища находится крупная прямоугольная площадь с несколькими пирамидальными сооружениями и платформами, а также крупное поле для игры в мяч. К северу от этих сооружений находится поле с большим количеством булыжников, покрытых резными изображениями.
Древнее поселение было значительно крупнее раскопанного археологами городища. На его восточном рубеже находилось крупное круглое здание, условно названное Эль-Кахете (El Cajete).